# Koloman Gögh
Koloman Gögh (né le 7 janvier 1948 à Kladno en Tchécoslovaquie et mort le 11 novembre 1995 à l'âge de 47 ans dans un accident de voiture à Gattendorf en Autriche) est un joueur de football slovaque, qui évoluait au poste de défenseur.

## Biographie

### Enfance
Koloman naît à Kladno, ville aujourd'hui se trouvant en République tchèque. Bien pour autant, il commence à jouer au football au Kolarovo, ville possédant une forte minorité hongroise. Il joue ensuite pour Komárno et fait son service militaire en tant que parachutiste.

### Début de carrière
Il commence sa carrière avec des petits clubs, il est déniché par le ŠK Slovan Bratislava et intègre l'équipe pro en 1970. Son premier championnat se finit par une 6e position. Il se fait une place au sein du groupe et monte en popularité. L'équipe devenu plus forte prend la seconde place lors de la saison 1971-1972 et échoue en finale de la Coupe de Tchécoslovaquie de football. Le club fait une petite dégringolade en prenant la 8e place en 1972-1973 mais se réveille lors de la saison 1973-1974 en faisant le doublé coupe-championnat ; le club conservera son titre de championnat en remportant la saison 1974-1975. Le club perd son titre la saison suivante en finissant 2e et perd en finale de la coupe nationale.
Gögh est sélectionné pour disputer l'Euro 1976 et participe à tous les matchs avec brios. Il est titulaire lors de la finale qui sacre la Tchécoslovaquie. Revenu fraichement champion, Koloman ne peut éviter le naufrage du club qui termine au 8e rang en 1976-1977. Gögh ne remportera plus rien avec le Slovan, terminant 8e, 10e et 11e.

### Aventure en Autriche et décès

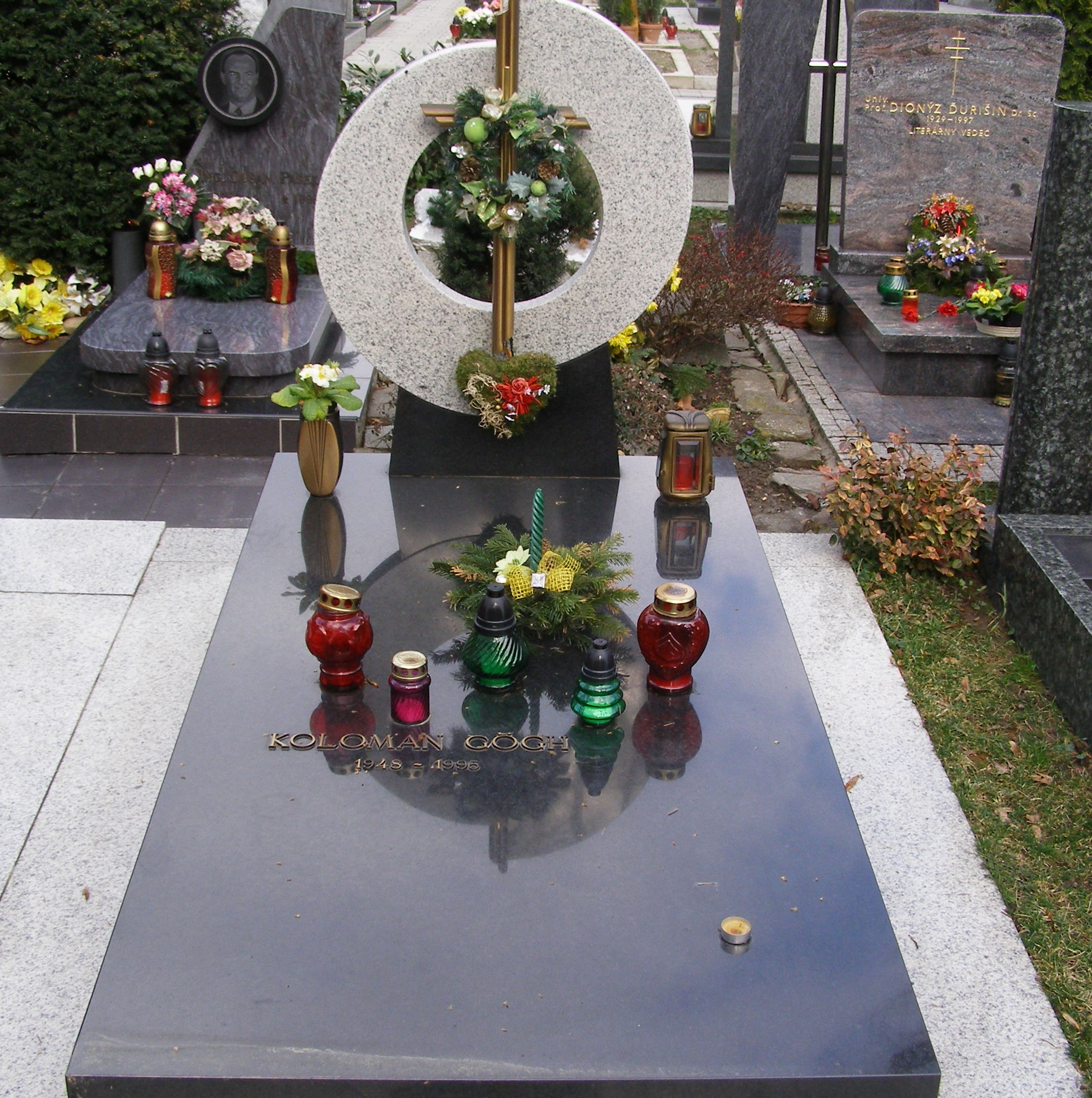
Tombe de Koloman Gögh

Après ses dix ans dans l'équipe du Slovan, Koloman est transféré en Autriche. Il intègre le SK VÖEST Linz mais avant il participe à l'Euro 1980 où il va jusqu'à la troisième place avec son pays contre l'Italie où il marque son tir au but et décroche la médaille de bronze avec son pays. Il ne terminera que 6e et 8e. Koloman revient en Tchécoslovaquie où il est entraîneur-joueur. Il trouve la mort le 11 novembre 1995 dans un accident de voiture en Autriche alors qu'il exerçait encore les fonctions d'entraîneur.

## Palmarès
- Championnat de Tchécoslovaquie de football : 1973-1974; 1974-1975
- Coupe de Tchécoslovaquie de football : 1973-1974
- Champion d'Europe 1976
- Troisième du Champion d'Europe 1980